# レベリオン・R13
レベリオン・R13は、スイスを拠点とするチーム、レベリオン・レーシングとフランスのコンストラクター、オレカが製造したル・マン・プロトタイプである。オレカ・07をベースに、LMP1クラスに参戦する為に製作されたバリエーションモデル。
その後2021,22年に、ル・マン・ハイパーカー（LMH）クラスに特例で参戦可能となった際、同シーズンに参戦するアルピーヌによって、アルピーヌ・A480に名称が変更された。こちらについても記述する。

## レース戦績

### 2018-19年シーズン
R13は2018-19年のFIA 世界耐久選手権（WEC）でデビューした。シーズン中、2018年のシルバーストン6時間レースで優勝とファステストラップを達成し、2018年の富士とル・マン24時間レースの両方で表彰台を獲得し、シーズンで合計6回の表彰台を獲得した。レベリオンは134ポイントでLMP1クラスの2位で終了し、R13はノンハイブリッド車の中ではトップとなった。

### 2019-20年シーズン
2019-20年シーズンは、レベリオンはフルシーズン参戦を1台に減らした。メネゼス、ナト、セナがドライブする1号車で、ヨーロッパの一部のレースに2台目となる3号車が参戦する。3号車は、2019年のシルバーストン4時間レースで3位、2020年のル・マン24時間レースで4位となったが、これらの結果はチャンピオンシップにはカウントされず、1号車のみがポイントの対象となった。
今シーズン、WECはハイブリッド車であるトヨタ・TS050 HYBRIDと、ノンハイブリッド車であるR13と、ジネッタ・G60-LT-P1のパフォーマンスを同等にすることを目的として、チャンピオンシップでの結果に応じて車のパフォーマンスを低下させるサクセス・ハンディキャップを導入した。このシステムにより、R13はTS050との競争力が高まり、1号車は上海とオースティンで2勝を挙げた。上海ではレベリオンはWEC史上、総合でポールポジションを獲得した最初のプライベーターチームとなった。これは、シーズン中にR13が獲得した4連続のポールポジションの始まりであり、残りはバーレーン、オースティン、スパだった。またオースティン、スパ、ル・マンでシーズン中に3回のファステストラップを記録。トヨタがル・マンでLMP1のチームタイトルを獲得した後、レベリオンはバーレーンでの最終戦をキャンセル。その結果、145ポイントで2位に終わり、参戦したシーズン7ラウンド全てで表彰台を獲得した。

## アルピーヌ・A480

2022年　アルピーヌ・A480

WEC 2019-20年シーズンはLMP2クラスに出場した、シグナテック・アルピーヌが、新たなステップアップで翌年から始まるル・マン・ハイパーカー（LMH）クラスに、2021,22年に限りノンハイブリッドLMP1マシンが参戦できる特例を使って、アルピーヌのバッジネームを付けたレベリオン・R13で参戦という報道があり、その後アルピーヌによって発表された。 2021年1月21日、2021年WECのエントリーリストが発表され、アンドレ・ネグラオがドライバーの1人として発表され、マシン名はアルピーヌ・A480に名前が変更された。残りの2人は1月26日に発表され、ニコラ・ラピエールとマシュー・バキシビエールが加わった。ラピエールは2017年のWECにてトヨタから参戦して以来の最高峰クラス復帰、ネグラオとバキシビエールは初めての最高峰クラス参戦となった。
初期のLMHルールは2020年LMP1マシンよりも低いパフォーマンスを目標としており、サルト・サーキットのラップが約10秒遅くなるよう、以下の大幅な変更を加える必要があった。
- シーズンを通してすべてのサーキットで、単一のエアロキット（ル・マンに焦点を当てた「ローダウンフォースキット」）を使用する。

- クラスの参戦する車の同等性を確保する為、新たにハイパーカークラスのバランスオブパフォーマンス（英語版）（BoP）の設定。

さらに、ホモロゲーションを満たすために燃料タンクを変更する必要は無かったが、シャーシ内の燃料容量は元々LMP2ルールの75Lに設計されていた。しかしLMHマシンの規定燃料タンクは90Lだった。A480のBoP燃料制限はサルト・サーキットを12周走行できるよう設定されていたが、この許容燃料を小さいタンクに物理的に収めることはできず、オレカもホモロゲーションと互換性のある回避策を見つけることができなかった。結果トヨタと比較してピットストップが多く必要となった。

### 2021年
2021年シーズンの出場チームのシーズン前テストであるスパでのプロローグに先立って示されたBoPの結果、アルピーヌ・A480の車量は930kgに増加し、ピーク出力は603bhp（450kW）に減少した。この変更はLMP1カーのパフォーマンスを、ハイパーカー規定に従って製造された、トヨタ・GR010 HYBRIDのレベルまで下げることを目的としていた。
アルピーヌは、6レース全てで表彰台を獲得し、ポルティマオ8時間でポールポジションとファステストラップを記録、128ポイントを獲得し、LMHクラス2位に終わった。

### 2022年
2022年2月16日、アルピーヌはラピエール、ネグラオ、バキシビエールの前年と同じドライバーラインナップを発表した。

## FIA 世界耐久選手権の戦績
| 年                           | チーム                           | クラス                      | No.                         | ドライバー                  | Rds.                        | 1                           | 2                           | 3                           | 4                           | 5                           | 6                           | 7                           | 8                           | Pts.                        | Pos.                        |
| レベリオン・R13としての戦績  | レベリオン・R13としての戦績      | レベリオン・R13としての戦績 | レベリオン・R13としての戦績 | レベリオン・R13としての戦績 | レベリオン・R13としての戦績 | レベリオン・R13としての戦績 | レベリオン・R13としての戦績 | レベリオン・R13としての戦績 | レベリオン・R13としての戦績 | レベリオン・R13としての戦績 | レベリオン・R13としての戦績 | レベリオン・R13としての戦績 | レベリオン・R13としての戦績 | レベリオン・R13としての戦績 | レベリオン・R13としての戦績 |
| ---------------------------- | -------------------------------- | --------------------------- | --------------------------- | --------------------------- | --------------------------- | --------------------------- | --------------------------- | --------------------------- | --------------------------- | --------------------------- | --------------------------- | --------------------------- | --------------------------- | --------------------------- | --------------------------- |
| 2018-19                      | レベリオン・レーシング           | LMP1                        | 1                           | ニール・ジャニ              | All                         | SPA DSQ                     | LMS 4                       | SIL 2                       | FUJ 3                       | SHA 4                       | SEB Ret                     | SPA 5                       | LMS 4                       | 134                         | 2位                         |
| 2018-19                      | レベリオン・レーシング           | LMP1                        | 1                           | ブルーノ・セナ              | All                         | SPA DSQ                     | LMS 4                       | SIL 2                       | FUJ 3                       | SHA 4                       | SEB Ret                     | SPA 5                       | LMS 4                       | 134                         | 2位                         |
| 2018-19                      | レベリオン・レーシング           | LMP1                        | 1                           | アンドレ・ロッテラー        | 1–5,7–8                     | SPA DSQ                     | LMS 4                       | SIL 2                       | FUJ 3                       | SHA 4                       | SEB Ret                     | SPA 5                       | LMS 4                       | 134                         | 2位                         |
| 2018-19                      | レベリオン・レーシング           | LMP1                        | 1                           | マティアス・ベシェ          | 6                           | SPA DSQ                     | LMS 4                       | SIL 2                       | FUJ 3                       | SHA 4                       | SEB Ret                     | SPA 5                       | LMS 4                       | 134                         | 2位                         |
| 2018-19                      | レベリオン・レーシング           | LMP1                        | 3                           | トーマス・ローラン          | All                         | SPA 3                       | LMS 3                       | SIL 1                       | FUJ Ret                     | SHA 5                       | SEB 7                       | SPA 2                       | LMS 5                       | 134                         | 2位                         |
| 2018-19                      | レベリオン・レーシング           | LMP1                        | 3                           | グスタヴォ・メネゼス        | All                         | SPA 3                       | LMS 3                       | SIL 1                       | FUJ Ret                     | SHA 5                       | SEB 7                       | SPA 2                       | LMS 5                       | 134                         | 2位                         |
| 2018-19                      | レベリオン・レーシング           | LMP1                        | 3                           | マティアス・ベシェ          | 1-5                         | SPA 3                       | LMS 3                       | SIL 1                       | FUJ Ret                     | SHA 5                       | SEB 7                       | SPA 2                       | LMS 5                       | 134                         | 2位                         |
| 2018-19                      | レベリオン・レーシング           | LMP1                        | 3                           | ナタナエル・ベルトン        | 6-8                         | SPA 3                       | LMS 3                       | SIL 1                       | FUJ Ret                     | SHA 5                       | SEB 7                       | SPA 2                       | LMS 5                       | 134                         | 2位                         |
| 2019-20                      | レベリオン・レーシング           | LMP1                        | 1                           | ブルーノ・セナ              | 1-7                         | SIL 9                       | FUJ 3                       | SHA 1                       | BHR 3                       | COA 1                       | SPA 3                       | LMS 2                       | BHR                         | 145                         | 2位                         |
| 2019-20                      | レベリオン・レーシング           | LMP1                        | 1                           | グスタヴォ・メネゼス        | 1-7                         | SIL 9                       | FUJ 3                       | SHA 1                       | BHR 3                       | COA 1                       | SPA 3                       | LMS 2                       | BHR                         | 145                         | 2位                         |
| 2019-20                      | レベリオン・レーシング           | LMP1                        | 1                           | ノーマン・ナト              | 1-7                         | SIL 9                       | FUJ 3                       | SHA 1                       | BHR 3                       | COA 1                       | SPA 3                       | LMS 2                       | BHR                         | 145                         | 2位                         |
| 2019-20                      | レベリオン・レーシング           | LMP1                        | 3                           | ナタナエル・ベルトン        | 1,7                         | SIL 3                       | FUJ                         | SHA                         | BHR                         | COA                         | SPA                         | LMS 4                       | BHR                         | 145                         | 2位                         |
| 2019-20                      | レベリオン・レーシング           | LMP1                        | 3                           | ピポ・デラーニ              | 1                           | SIL 3                       | FUJ                         | SHA                         | BHR                         | COA                         | SPA                         | LMS 4                       | BHR                         | 145                         | 2位                         |
| 2019-20                      | レベリオン・レーシング           | LMP1                        | 3                           | ロイック・デュバル          | 1                           | SIL 3                       | FUJ                         | SHA                         | BHR                         | COA                         | SPA                         | LMS 4                       | BHR                         | 145                         | 2位                         |
| 2019-20                      | レベリオン・レーシング           | LMP1                        | 3                           | ロマン・デュマ              | 7                           | SIL 3                       | FUJ                         | SHA                         | BHR                         | COA                         | SPA                         | LMS 4                       | BHR                         | 145                         | 2位                         |
| 2019-20                      | レベリオン・レーシング           | LMP1                        | 3                           | ルイ・デレトラズ            | 7                           | SIL 3                       | FUJ                         | SHA                         | BHR                         | COA                         | SPA                         | LMS 4                       | BHR                         | 145                         | 2位                         |
| アルピーヌ・A480としての戦績 |                                  |                             |                             |                             |                             |                             |                             |                             |                             |                             |                             |                             |                             |                             |                             |
| 2021                         | アルピーヌ・エルフ・マットムート | LMH                         | 36                          | ニコラ・ラピエール          | All                         | SPA 2                       | POR 3                       | MNZ 2                       | LMS 3                       | BHR 3                       | BHR 3                       |                             |                             | 128                         | 2位                         |
| 2021                         | アルピーヌ・エルフ・マットムート | LMH                         | 36                          | アンドレ・ネグラオ          | All                         | SPA 2                       | POR 3                       | MNZ 2                       | LMS 3                       | BHR 3                       | BHR 3                       |                             |                             | 128                         | 2位                         |
| 2021                         | アルピーヌ・エルフ・マットムート | LMH                         | 36                          | マシュー・バキシビエール    | All                         | SPA 2                       | POR 3                       | MNZ 2                       | LMS 3                       | BHR 3                       | BHR 3                       |                             |                             | 128                         | 2位                         |
| 2022                         | アルピーヌ・エルフ・チーム       | LMH                         | 36                          | ニコラ・ラピエール          | All                         | SEB 1                       | SPA 2                       | LMS 23                      | MNZ 1                       | FUJ 3                       | BHR 3                       |                             |                             | 144                         | 2位                         |
| 2022                         | アルピーヌ・エルフ・チーム       | LMH                         | 36                          | アンドレ・ネグラオ          | All                         | SEB 1                       | SPA 2                       | LMS 23                      | MNZ 1                       | FUJ 3                       | BHR 3                       |                             |                             | 144                         | 2位                         |
| 2022                         | アルピーヌ・エルフ・チーム       | LMH                         | 36                          | マシュー・バキシビエール    | All                         | SEB 1                       | SPA 2                       | LMS 23                      | MNZ 1                       | FUJ 3                       | BHR 3                       |                             |                             | 144                         | 2位                         |

- 太字はポールポジション、斜字はファステストラップ。(key)

## 参照
- トヨタ・TS050ハイブリッド
- ジネッタ・G60-LT-P1
- BRエンジニアリング・BR1
- CLM P1 / 01